# Royaume de Fès

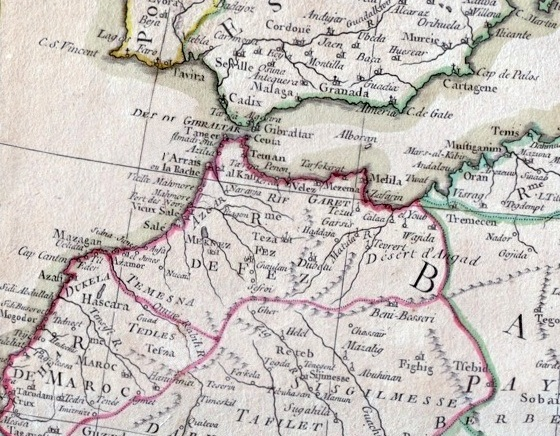
Carte du « royaume de Fès » sous les Alaouites

Le royaume de Fès est une appellation historique donnée à la partie Nord de l'Empire chérifien, y compris tout le Rif et ayant Fès comme capitale régionale,.
Ce territoire et d'autres, comme le royaume de Souss, composent l'Empire chérifien gouverné par les sultans alaouites et dont le siège impérial se trouve à Marrakech puis à Fès.
Le territoire du « royaume de Fès » est généralement délimité par l'océan atlantique à l'ouest, par le fleuve Oum Errabiaa et le Haut-Atlas au sud, par la Méditerranée au nord et les hauts plateaux à l'est.
Le terme désigne aussi l'empire chérifien quand il avait Fès comme capitale.